# Bombardeo de Balakot
El bombardeo de Balakot fue un ataque ocurrido el 26 de febrero de 2019 en el distrito de Mansehra, en Pakistán. Ese día, doce Mirage 2000 de la Fuerza Aérea India cruzaron la Línea de control en Cachemira para bombardear un campo de entrenamiento de la organización islamista Jaish-e-Mohammed. Este ocurrió como represalia por el atentado de Pulwama doce días antes, en el murieron 46 miembros de las fuerzas de seguridad india.
Según India, en este murieron "un gran número de militantes" y sus aviones regresaron a sus bases sin ser atacados por las fuerzas paquistaníes. Pakistán, por su parte, reconoció que los aviones indios habían penetrado en su espacio aéreo cerca de Muzaffarabad, pero dijo que sí hubo una respuesta de su aviación, que obligó a los Mirage indios arrojar sus bombas en un campo aledaño y que estas no produjeron bajas ni daños materiales.
Es la primera vez desde la guerra de 1971 que la aviación india supera la línea de control de Cachemira. También, es la primera incursión aérea de uno de sus Ejércitos desde que ambos países adquirieron armas nucleares en los años 1990.